# Norr, Malmö
Norr var ett stadsområde i Malmö kommun. Norr bildades 1 juli 2013 ur de tidigare stadsdelsförvaltningarna Centrum och Kirseberg. Stadsområdet lades ned, tillsammans med resten av stadsområdesorganisationen, 1 maj 2017.